# Nicolas Raschauer
Nicolas Raschauer (* 28. September 1976 in Wien, Österreich) ist ein österreichischer Jurist und war bis 2014 als Professor für öffentliches Wirtschaftsrecht an der Johannes Kepler Universität (JKU) Linz tätig. Danach war Raschauer als of counsel bei einer Rechtsanwaltskanzlei in Wien tätig. Von Juli 2016 bis April 2021 lehrte Raschauer als Professor für Bank- und Finanzmarktrecht an der Universität Liechtenstein.

## Leben
Nicolas Raschauer ist der Sohn des österreichischen Juristen Bernhard Raschauer. Er studierte Rechtswissenschaften an den Universitäten Salzburg und Wien. Von 2002 bis 2003 war er Referent der Finanzmarktaufsicht in Wien. Von 2003 bis 2009 war er Universitätsassistent an der Wirtschaftsuniversität Wien, wo er 2008 mit einer Arbeit über „Strukturprobleme des europäischen und österreichischen Bankenaufsichtsrechts“ habilitierte (venia docendi für die Fächer Europarecht, Verfassungsrecht und Verwaltungsrecht). In den Jahren 2005 bis 2008 war er Ersatzmitglied des Menschenrechtsbeirats im BMI.
Raschauer war Fachhochschullektor an der FH Wien (2006–2008), Lehrbeauftragter an der Universität Wien (2007–2009), an der Donau-Universität Krems (2006–2010) und der Universität Salzburg (seit 2007). 2009–2014 war Raschauer Professor für Öffentliches Recht an der JKU Linz, dort Leiter der Abteilung Öffentliches Unternehmensrecht und stellvertretender Vorstand des Instituts für Staatsrecht und Politische Wissenschaften. 2010–2014 war Raschauer zudem Ersatzmitglied des Senats der JKU. Im September 2010 erfolgte die Bestellung zum Universitätsprofessor am Institut für Umweltrecht der JKU (Zweitzuteilung).
Raschauer war Mitarbeiter zahlreicher juristischer Fachzeitschriften (ua RdU, FaBl). Seit 2006 ist er Co-Herausgeber und Schriftleiter der Zeitschrift für Finanzmarktrecht. Raschauer ist zudem Mitglied führender deutschsprachiger juristischer Vereinigungen (VdStRL, ÖJT, ÖJK, ÖVG). 2011–2016 gab Raschauer die Online-Fachzeitschrift Spektrum der Rechtswissenschaft im Jan Sramek-Verlag heraus. 2013–2016 war Raschauer zudem stellvertretender Vorsitzender des Lenkungsausschusses der Fachgruppe Wirtschaft und Recht im Österreichischen Wasser- und Abfallwirtschaftsverband.

## Arbeits- und Forschungsschwerpunkte
Forschungsschwerpunkte: Verfassungsrecht (Kompetenzverteilung, Staatsorganisation, Grundrechte); Besonderes Wirtschaftsverwaltungsrecht (Wirtschaftsaufsichtsrecht sowie insb. Sicherheitspolizei-, Umwelt- und Finanzmarktrecht); Verwaltungsverfahrensrecht; Unionsrecht (Organisations- und Wirtschaftsrecht); Strafrecht: Zusammenhänge mit Verfassungs- und Verwaltungsrecht

## Werke (Auswahl)
- Bernhard Raschauer, Daniel Ennöckl, Nicolas Raschauer (Hrsg.): Grundriss des österreichischen Wirtschaftsrechts. 4. Auflage. Manz, Wien 2021, ISBN 978-3-214-10934-9
- Daniel Ennöckl, Nicolas Raschauer, Wolfgang Wessely (Hrsg.): Handbuch Umweltrecht. Eine systematische Darstellung. 3., überarbeitete Auflage. Facultas, Wien 2019, ISBN 978-3-7089-1533-3.
- Katharina Pabel, Nicolas Raschauer (Hrsg.): Die Organisation des Grundrechtsschutzes: Nationale und europäische Perspektiven. Verlag Österreich, Wien 2014, ISBN 978-3-7046-6622-2 (Aufsatzsammlung einer wissenschaftlichen Fachveranstaltung vom Juni 2013 in Linz).
- Johannes Fischer, Katharina Pabel, Nicolas Raschauer (Hrsg.): Handbuch der Verwaltungsgerichtsbarkeit. Sramek, Wien 2014, ISBN 978-3-7097-0020-4 (Aufsatzsammlung).
- Thomas Müller, Nicolas Raschauer (Hrsg.): Europäisches Wirtschaftslenkungs- und Regulierungsrecht. Verlag Österreich, Wien 2015, ISBN 978-3-7046-7227-8.
- Metin Akyürek, Daniel Ennöckl, Nicolas Raschauer, Peter Sander, Wolfgang Wessely: Casebook Verwaltungsverfahrensrecht. 4., überarbeitete, revidierte Auflage. Facultas, Wien 2015, ISBN 978-3-7089-1182-3.
- Michael Gruber, Nicolas Raschauer (Hrsg.): Whistleblowing. Manz, Wien 2015, ISBN 978-3-214-06457-0 (Aufsatzsammlung einer wissenschaftlichen Fachveranstaltung 2014 in Linz).

## Preise
- Walther Kastner-Preis (Hauptpreis, 2009)
- einer von sechs ausgewählten Nachwuchswissenschaftern an der WU Wien (2008)
- Post-Doc-Habilitationsstipendium (APART) der Österreichischen Akademie der Wissenschaften (2006)
- mehrere Leistungsstipendien der Universität Wien (zuletzt 2003)